# Lókút
Lókút (německy Rossbrunn) je obec v Maďarsku v župě Veszprém, spadající pod okres Zirc. Nachází se asi 7 km jihozápadně od Zirce, asi 15 km severně od Veszprému. V roce 2015 zde žilo 398 obyvatel. Dle údajů z roku 2011 tvoří 93 % obyvatelstva Maďaři, 29,4 % Němci a 0,2 % Romové, přičemž 6,1 % obyvatel se k národnosti nevyjádřilo. Název znamená "koňská studna".
Kromě hlavní části je součástí obce i osada Óbányapuszta.
Sousedními obcemi jsou Hárskút a Pénzesgyőr, sousedním městem Zirc (přes osadu Akli).